# 斑點刺鎧蝦
斑點刺鎧蝦（学名：Munida spilota）为鎧甲蝦科刺鎧蝦屬下的一个种。